# Ниша Савељић
Ниша Савељић (Подгорица, 27. март 1970) је бивши црногорски фудбалер и репрезентативац СР Југославије.

## Клупска каријера
Савељић је поникао у ОФК Титограду а затим је прешао у Будућност где је дебитовао као сениорски фудбалер. Играо је потом за Хајдук из Куле да би током зимског прелазног рока у сезони 1994/95. потписао за Партизан. Одмах по доласку је постао стандардан првотимац и провео је у клубу наредне две и по године, освојивши притом две титуле првака СР Југославије (1996, 1997).
Током лета 1997. године је прешао у француски Бордо. Наступио је на 71 првенственој утакмици за Бордо и учествовао је у освајању титуле првака Француске у сезони 1998/99. Током пролећног дела сезоне 2000/01. је позајмљен Партизану и освојио је национални Куп те године.
Лета 2001. се вратио у Француску и потписао за друголигаша Сошо, са којим је на крају сезоне 2001/02. изборио повратак у Лигу 1. Провео је затим и сезону 2002/03. у Сошоу, играјући у највишем рангу, а затим је прешао у још једног прволигаша Бастију. Играо је потом у Лиги 1 још за Генган и Истр након чега се у јулу 2005. вратио у Партизан.
Наступио је на 19 првенствених утакмица за Партизан током такмичарске 2005/06. Почео је и наредну 2006/07. сезону у Партизану, наступио је на једној утакмици Суперлиге Србије, након чега је одлуком тадашњег шефа стручног штаба, Миодрага Јешића, пребачен у Б тим. Убрзо након ове одлуке је и раскинуо уговор са клубом.

## Репрезентација
За репрезентацију СР Југославије дебитовао је 31. јануара 1995. године, против Хонг Конга. Био је члан југословенске селекције на Светском првенству 1998. и на Европском првенству 2000. године. За репрезентацију СР Југославије је укупно одиграо 32 утакмице и постигао 1 гол.

## Трофеји
Партизан
- Првенство СР Југославије (2) : 1995/96, 1996/97.
- Куп СР Југославије (1) : 2000/01.

Бордо
- Првенство Француске (1) : 1998/99.